# トミー・シーバッハ
トミー・シーバッハ（Tommy Seebach、1949年9月14日 - 2003年3月31日）はデンマークのポップミュージシャン、作曲家、ピアニスト。彼は80年代にかけてヒット曲を次々と生み出したデンマークを代表するアーティストであった。

## 若い頃の活躍
1965年、トミー・シーバッハは15歳の時、ポップオーケストラのSir Henry & His Butlersのメンバーになった。そこで彼は、Monkey's in Wood (1969年)、Annie Got a Date/Like a Rose (1970年)、Not Funny to be a Tommy (1973年)などの作曲に携わった。
しかしトミーは一人で活動をしたかった。70年代の彼の作品は英語の歌詞で、そのレコードの売り上げは良かった。それもデンマーク人の作詞家のおかげであった。例えばメロディーグランプリで演奏した曲の作詞者はケルド・ハイックであった。
トミー・シーバッハは「Disco Tango」で1979年のメロディーグランプリで初めて優勝をした。それ以降その曲は彼の大ヒット作になった。彼は当時のデンマークの大物アーティストと肩を並べたかった。

## メロディーグランプリに出場
トミー・シーバッハはデンマークのメロディー・グランプリに8回出場し、うち3回優勝した。80年代、彼はグランプリに何度も出場したことから「デンマーク・メロディー・グランプリの王」と呼ばれた。
- 1979年 – Disco Tango (優勝)
- 1980年 – Bye-Bye (歌手:Lecia & Lucienne, 7位)
- 1981年 – Krøller eller ej (Debbie Cameronとのデュオ, 優勝)
- 1982年 – Hip hurra det' min fødselsdag (2位)
- 1984年 – Pyjamas for to (4位)
- 1985年 – Det' det jeg altid har sagt (2位)
- 1987年 – Det' gratis (4位)
- 1993年 – Under stjernerne på himlen (優勝)

## 国際ユーロヴィジョン・ソング・コンテストに出場
トミー・シーバッハのユーロヴィジョン初出場は1979年の「Disco Tango」で、この曲はデンマークで大ヒットした後、国際ユーロヴィジョン・ソング・コンテストに出場した時は6位となった。度々浮き沈みしながら、トミー・シーバッハとケルド・ハイックは1990年代初頭に別のグランプリ曲「Under stjernerne på himlen」の作曲に挑戦した。この曲はあらゆるところから却下されながら最終的に1993年に承諾された。しかしユーロビジョン・ソングコンテストで25位中22位とほぼ最下位になった。その影響でデンマークは翌年のコンテストに参加できなくなった。シーバッハはその後デンマーク国内のメディアから批判を受けた。
| 開催年 | ESCでのランキング | 曲                         | 点数 |
| ------ | ----------------- | -------------------------- | ---- |
| 1979年 | 6                 | Disco Tango                | 76   |
| 1981年 | 11                | Krøller eller ej           | 41   |
| 1993年 | 22                | Under stjernerne på himlen | 9    |

## その後の人生
1989年、トミー・ゼーバックはアネット・ハイックと歌った「Du skælder mig hele tiden ud」が大ヒット。このヒットの後、2枚のシングルとクリスマス・アルバムがリリースされた。
1999年、コンピレーション・アルバムとともにリリースしたディスコ・バージョンの「Krøller eller ej」で再び知名度を上げた。国内のディスコで公演し、子供の頃から彼の歌を覚えていた比較的若い聴衆の間でカルト的な人気を得た。
晩年彼は、DyrehavsbakkenのBakkekroenで音楽エンターテイメントの責任者を務めた。
トミー・シーバッハはニコライ、ラスムス、マリー・ゼーバッハの父である。

## トミー・シーバッハの最期と死後
彼は2003年、仕事に向かう途中心停止で倒れた。病院に搬送されている途中で53歳でこの世を去った。死因としては90年代自暴自棄になっていて飲酒してたが大きな理由ではないかと言われている。
トミー・シーバッハの最盛期では次々をヒット曲を生み出したグランプリの王としてデンマークの音楽界に君臨していたが、彼は時が経つにつれて人気が無くなっていて、自暴自棄になり毎晩居酒屋で酒を飲んでいた。
2009年には息子のラスムス・シーバッハがソロで大ブレイクし、トミー・ゼーバッハへの関心も高まった。これをきっかけに、2010年には彼の半生を描いたドキュメンタリー映画『Tommy』が制作された。同年、伝記とCDボックスセットが発売され、シーバッハの全オリジナル作品と多数のボーナストラックが収録された。
2017年には、トミーとラスムスを題材にしたミュージカルSEEBACHがフレデリシア劇場で上演され、両アーティストの楽曲が含まれていた。同公演のチケットは10万枚以上を売り上げた。
彼にちなんだ地名がデンマーク国内に2ヶ所ある： オーフス中心街のTommy Seebachs Gade通りと、フレデリクスベリのNordre Fasanvej通りとGodthåbsvej通りの交差点にあるTommy Seebachs Plads広場である。
2023年11月、アンダース・マテセンは、2025年3月20日公開予定のデンマーク長編映画『Under the Stars in the Sky』にトミー・シーバッハ役で出演することを明らかにした。